# Frekvencija
 Ovo je glavno značenje pojma Frekvencija. Za film pogledajte Frekvencija (2000.).
Frekvencija (lat. frequentia: mnoštvo; oznaka f ili ν; učestalost, čestota) je fizikalna veličina koja iskazuje broj ponavljanja neke periodične pojave u jedinici vremena (periodično gibanje). Jednaka je obrnutoj (recipročnoj) vrijednosti trajanja jednog od ponavljajućih događaja, perioda T, to jest: 
{\displaystyle f={\frac {1}{T}}}
Mjerna jedinica frekvencije jest herc (Hz), što je poseban naziv za recipročnu sekundu (Hz = 1/s).
Kutna frekvencija ili kružna frekvencija ili pulzacija (oznaka ω) je umnožak frekvencije i broja 2 π, 
{\displaystyle \omega =2\cdot \pi \cdot f\,}
Mjerne jedinice kutne frekvencije jesu radijan u sekundi (rad/s) ili recipročna sekunda (1/s), koje su jednake hercu.
Frekvencijom se opisuju periodične pojave, kao što su gibanje po zatvorenim krivuljama, gibanje oko ravnotežnog položaja, promjene vrijednosti neke veličine oko ravnotežne vrijednosti (titranje), širenje promjena nekih svojstava ili stanja (valovi) i drugo. Pri valovitim pojavama stalan je odnos između frekvencije i brzine v širenja: 
{\displaystyle f\cdot \lambda =v}
gdje je: λ – valna duljina, to jest udaljenost između najbližih točaka jednakog stanja titranja. U mikrosvijetu postoji jednoznačan odnos između frekvencije elektromagnetskog zračenja i energije fotona:
{\displaystyle E=h\cdot f}
gdje je: h – Planckova konstanta.
Ljudsko je uho osjetljivo za zvuk u rasponu frekvencija od oko 16 Hz do 20 000 Hz, frekvencija svjetlosti za koju je ljudsko oko najosjetljivije (zelena svjetlost valne duljine 550 nm) iznosi oko 545 THz (1012 Hz), normirana frekvencija izmjenične struje u energetskoj mreži je 50 Hz i tako dalje. Frekvencija se mjeri frekventometrima ili kadšto brojačima. Mjeri se izravno, uspoređivanjem s istovrsnom pojavom poznate frekvencije, ili posredno, na primjer mjerenjem vremena i brojanjem, zatim mjerenjem brzine širenja i valne duljine i slično.
Frekvencija događaja, u teoriji vjerojatnosti i teoriji pogrešaka, je učestalost nekog događaja kao omjer broja rezultata i broja pokusa.

## Mjerenje
Za određivanje frekvencije događanja broj događaja koji promatramo u određenom vremenskom intervalu se podijeli s trajanjem tog vremenskog intervala. U Međunarodnom sustavu jedinica (SI), rezultat se mjeri jedinicom herc (Hz), nazvanom po njemačkom fizičaru Heinrichu Rudolfu Hertzu. 1 Hz predstavlja ponavljanje događaja jednom u sekundi, 2 Hz dvaput u sekundi, i tako dalje. Ova jedinica se prvotno zvala ciklus po sekundi (engl. cycle per second – cps), a taj se pojam i danas ponekad koristi. Ostale jedinice koje se koriste za mjerenje frekvencije su okretaji u minuti (o/min, engl. revolutions per minute – rpm) i radijan u sekundi (rad/s). Frekvencija srca i muzički tempo se mjere u pulsevima po minuti (engl. beats per minute – BPM).
Alternativna metoda određivanja frekvencije je mjerenje vremena između dva uzastopna ponavljanja događaja (period) iz čega se frekvencija izračunava kao recipročna vrijednost tog vremena:
{\displaystyle f={\frac {1}{t}}}
gdje je: t – vrijeme. Još preciznije mjerenje uključuje brojanje više ciklusa i određivanje prosječnog trajanja perioda.

## Frekvencija valova
Mjerenje frekvencije zvuka, elektromagnetskih valova (kao što su radio valovi ili svjetlost), električnih signala, ili ostalih valova, frekvencija u hercima je broj ponavljajućih ciklusa valnog oblika u sekundi. Ako se radi o zvučnom valu, frekvencija je ta koja većim dijelom karakterizira visinu tona. Frekvencija ima inverznu vezu prema pojmu valna duljina. Frekvencija f jednaka je brzini v vala podijenjena s valnom duljinom λ (lambda) vala:
{\displaystyle f={\frac {v}{\lambda }}}
U specijalnom slučaju kada se elektromagnetski val giba kroz vakuum, tada je v = c, gdje je c brzina svjetlosti u vakuumu, pa izraz postaje:
{\displaystyle f={\frac {c}{\lambda }}}
Napomena: Kada valovi prelaze iz jednog medija u drugi, njihova se frekvencija ne mijenja — mijenja se samo njihova valna duljina i brzina.

## Referentne frekvencije
Postoje opće utvrđene referentne frekvencije za mjerenje vremena. Jedna od metoda koristi atomski sat baziran na frekvenciji titranja atoma cezija.

## Primjeri
- Frekvencija standarnog tona A iznad srednjeg C se obično definira kao 440 Hz, to jest 440 perioda u sekundi,  poznata je kao koncertni ton, na koji se orkestar ugađa.
- Djeca mogu čuti tonove frekvencija do približno 20 kHz, ali ove frekvencije postaju sve manje čujne kako ljudi odrastaju.
- U Europi je frekvencija izmjenične struje uglavnom 50 Hz (blizu tona G), međutim, u Sjevernoj Americi je frekvencija izmjenične struje 60 Hz (blizu povišenog tona B, što je nešto manje od trećine iznad frekvencije u Europi). Frekvencija smetnje u zvučnom zapisu može pokazati gdje je snimka napravljena – u Europi ili u Americi.